# Cine de Tailandia

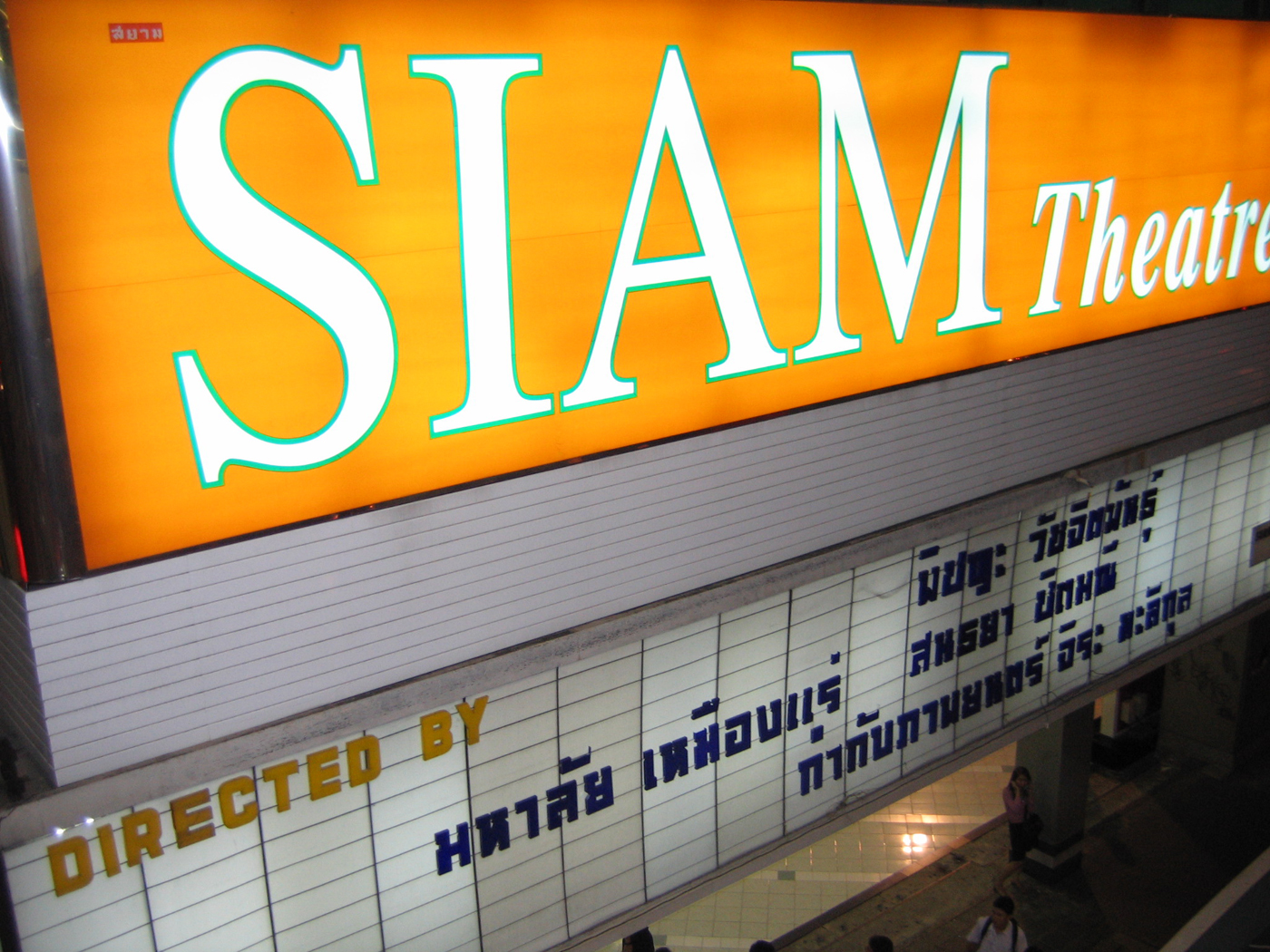
Exterior de un cine en Bangkok en el que se proyecta la película tailandesa Maha'lai muang rae (2005)

El cine de Tailandia se remonta a los primeros días del cine, cuando François-Henri Lavancy-Clarke grabó la visita que realizó el rey Chulalongkorn a Berna, Suiza, en 1897. La película fue luego llevada a Bangkok, donde fue exhibida. Esto despertó un mayor interés en el cine por parte de la familia real tailandesa y los empresarios locales, que trajeron equipos de cine y comenzaron a exhibir películas extranjeras. En la década de 1920, se inició una industria cinematográfica local y en la década de 1930, la industria cinematográfica tailandesa tuvo su primera "edad de oro", con varios estudios que producían películas.
Los años posteriores a la Segunda Guerra Mundial vieron un resurgimiento de la industria, que utilizó una película de 16 mm para producir cientos de películas, muchas de ellas de acción dura. La competencia de Hollywood llevó a la industria tailandesa a un punto bajo en los años 80 y 90, pero a fines de los 90, Tailandia tuvo su "nueva ola", con directores como Nonzee Nimibutr, Pen-Ek Ratanaruang y Apichatpong Weerasethakul, como el héroe de acción Tony Jaa, que se celebra en festivales de cine de todo el mundo.

## Historia

### Las primeras películas tailandesas
El 9 de junio de 1897, se proyectó en Bangkok el "maravilloso cinematógrafo parisino" de los Auguste y Louis Lumière, la cual es la primera proyección de cine conocida en Tailandia. Ese mismo año, la película de la visita a Europa del rey Chulalongkorn fue enviada a Tailandia, junto con el equipo de cámara adquirido por el hermano del rey, el príncipe Thongthaem Sambassatra. (Tailandés : พระองค์เจ้า ทอง แถม ถวัล ย รม หลวงรรพ สาต ร ศุภ กิจ ) El príncipe, considerado "el padre del cine tailandés", hizo muchas películas y su trabajo se mostró comercialmente.
Los empresarios japoneses abrieron el primer cine permanente, el Cinematógrafo japonés, en 1905. Las películas japonesas eran tan populares que nang yipun se convirtió en el término genérico para todas las imágenes en movimiento. Las películas europeas y estadounidenses se llamaron nang farang (del término nang que era un arte tradicional tailandés).
Otro miembro de la familia real, el Príncipe Kamphangphet, creó el Servicio de Cine Tópico del Ferrocarril Estatal de Tailandia. El servicio produjo muchos documentales promocionales para el ferrocarril y otras agencias gubernamentales y se convirtió en un importante campo de entrenamiento para muchos cineastas. Uno de los primeros trabajos producidos fue Sam Poi Luang: Gran Celebración en el Norte (Thai: สาม ปอย หลวง), un docudrama que se convirtió en un éxito cuando fue lanzado en 1940.
Otra de las primeras películas tailandesas fue Nang Sao Suwan o Miss Suwanna de Siam, una coproducción de Hollywood con Topical Film Service que fue dirigida y escrita por Henry MacRae. Se estrenó el 22 de junio de 1923, en Bangkok, en el Cinematógrafo Phathanakorn. Desafortunadamente, la Miss Suwanna se ha perdido, y solo quedan unas pocas fotos de la cinta.
La primera película totalmente tailandesa fue Chok Sorng Chan (Double Luck), producida por la compañía Bangkok Film Company de los hermanos Wasuwat en 1927 y dirigida por Manit Wasuwat (Thai: มานิต วสุ วัต). Ese mismo año, una compañía cinematográfica, Tai Phapphayon Thai Company, produjo Mai Khit Loei Unexpected).
Se hicieron 17 películas entre 1927 y 1932, pero solo han sobrevivido fragmentos, como una persecución de un minuto de Chok Song Chan  o un combate de boxeo de dos a tres minutos de Khrai Di Khrai Dai (Ninguno, pero el valiente).
Hollywood también haría películas en Siam durante este tiempo, incluido el documental Chang, de Merian C. Cooper y Ernest B. Schoedsack, sobre un agricultor pobre que lucha por ganarse la vida en la jungla. Al hacer la película, fueron asistidos por el Príncipe Yugala Dighambara, abuelo del cineasta actual Príncipe Chatrichalerm Yukol. Posterioemtne Robert Kerr, quien se desempeñó como asistente de dirección de Henry MacRae en Miss Suwanna, regresó a Siam en 1928 para dirigir su propia película, The White Rose, una versión de la cinta de 1923.

## La edad de oro
Para 1928, las primeras cintas con sonido eran importadas, proporcionando una fuerte competencia para las películas mudas de Tailandia. En la tradición de los benshi en Japón, los cines locales tenían entretenidos narradores para presentar las películas, así como las orquestas tailandesas tradicionales que a menudo eran tan atractivas para el público como las propias películas. En dos o tres años, las películas mudas habían cedido su lugar en el gusto del público a los dramas con sonido.
La primera película sonora tailandesa fue Long Thang ( Gone Astray ), producida por los hermanos Wasuwat y estrenada el 1 de abril de 1932. Considerada una película ideológica en el período de la reforma política, la película demostró ser un gran éxito y condujo a la creación del Sri Krung Talkie Film Company en Bang Kapi.
En 1933, Sri Krung hizo la primera película tailandesa en color, El abuelo del tesoro del som ( Pu Som Fao Sap )'. Este período hasta 1942 es considerado por los estudiosos como la "Edad de Oro" para el cine tailandés. Entre las películas de éxito de este período se encuentra el musical de 1938, Klua Mia ( Wife-phobia ) del estudio Srikrung. Fue filmado en rollos de 35 mm. Las estrellas fueron Chamras Suwakhon y Manee Sumonnat, los primeros actores tailandeses que fueron reconocidos como estrellas de cine al tener sus nombres pintados en sus sillas mientras filmaban en el estudio.
Cuando se avecinaba la Segunda Guerra Mundial y el país liderado por una dictadura bajo el mando del mariscal de campo Plaek Pibulsonggram, las compañías cinematográficas fueron puestas en servicio para hacer películas de propaganda para alentar el nacionalismo.
La oposición al régimen también se abrió camino en el cine, con el estadista Pridi Banomyong productor del Rey del elefante blanco, en 1940. Con todo el diálogo en inglés, Pridi Banomyong esperaba enviar un mensaje al mundo exterior que no estaba contento con la dirección militarista de su país. La película muestra la historia de un antiguo rey siamés que solo va a la guerra después de haber sido atacado.